# Aanval op koptische kerken in Imbaba
De aanvallen op de koptische kerken in Imbaba vonden plaats op 7 mei 2011. De aanval was gericht tegen een groep koptische kerken in Imbaba, een wijk van de Egyptische hoofdstad Caïro. De aanvallen werden gepleegd door een groep ultraconservatieve moslims.

## Achtergrond
De aanleiding was een gerucht dat een christelijke vrouw door koptische christenen tegen haar wil werd vastgehouden, omdat zij zich wilde bekeren tot de islam. Dit werd ontkend door de kopten. De politie doorzocht de kerk, maar vond ook niets. Toch werd de kerk vervolgens aangevallen door vijfhonderd salafi-moslims. Zij openden het geweervuur en wierpen molotovcocktails. De christenen probeerden een menselijk kordon rondom de kerk te vormen om deze te beschermen maar werden overlopen. De aanvallen leidden er uiteindelijk toe dat 3 kerken in vlammen opgingen en meerdere huizen en bedrijfspanden die in bezit van christenen waren vernietigd werden. Bij de aanvallen verloren 15 personen het leven. Ook vielen er 232 gewonden.
De kopten verweten het leger dat het niet ingreep, of in ieder geval te weinig deed. Het leger greep pas na enkele uren in. Wel werden er 190 personen opgepakt, die zich voor een militaire rechtbank moesten verantwoorden. Ook konden veel slachtoffers niet vervoerd worden naar het ziekenhuis, omdat ambulances niet werden toegelaten tot de gevechtszones.
De aanvallen pasten binnen een geweldsgolf die gericht was tegen de koptische christenen in Egypte. In het begin van het jaar hadden 23 christenen het leven al verloren bij een bomaanslag op een kerk in Alexandrië. De aanvallen zorgden voor groeiende spanningen in de relatie tussen christenen en moslims. Voor het eerst begonnen de kopten met de organisatie van milities om hun kerken en huizen te verdedigen. De Egyptische premier Essam Sharaf introduceerde nieuwe wetgeving waarmee discriminatie op basis van religie verboden werd en er kwam een verbond op demonstraties in de buurt van aanbiddingsplaatsen.